# David Wilson (gouverneur)
Pour les articles homonymes, voir David Wilson et Wilson.
David Clive Wilson (né le 14 février 1935) est un administrateur britannique à la retraite, diplomate et sinologue. Lord Wilson de Tillyorn est l'avant-dernier Commandant en chef et 27e gouverneur de Hong Kong (de 1987 à 1992). Il est lord haut-commissaire à l'Assemblée générale de l'Église d'Écosse, représentant du monarque britannique à l'Assemblée, en 2010 et 2011.
Il prend sa retraite de la Chambre des lords le 12 février 2021 après avoir siégé en tant que crossbencher pendant plus de 28 ans.

## Jeunesse et carrière
Wilson est né à Alloa en Écosse le 14 février 1935  et fait ses études au Trinity College de Glenalmond et au Keble College d'Oxford (1955-1958, Master of Arts) et à la School of Oriental and African Studies de l'Université de Londres (Doctorat en histoire chinoise contemporaine, 1973). Il étudie le chinois à l'Université de Hong Kong de 1960 à 1962, puis sert dans la mission britannique à Pékin. Il parle couramment le mandarin et maîtrise le cantonais de base et a passé 10 de ses 30 années en tant que diplomate en Chine.
En 1968, Wilson démissionne du ministère des Affaires étrangères et du Commonwealth pour devenir éditeur de The China Quarterly à la School of Oriental and African Studies. Après avoir rejoint le service diplomatique en 1974, il travaille au Cabinet Office puis, de 1977 à 1981, en tant que conseiller politique de Sir Murray MacLehose, alors gouverneur de Hong Kong. Par la suite, il est chef du département Europe du Sud au FCO, puis sous-secrétaire adjoint pour l'Asie et le Pacifique, période au cours de laquelle il dirige la partie britannique du groupe de travail chargé de rédiger la déclaration conjointe sino-britannique de 1984 sur Hong Kong et puis, en 1984, le premier haut représentant britannique au sein du Groupe de liaison conjoint sino-britannique (中英聯合聯絡小組) créé en vertu de la Déclaration conjointe. Lorsque Edward Youde est décédé à Pékin le 5 décembre 1986, Wilson le remplace pour devenir le gouverneur de Hong Kong en 1987 .

## Gouvernorat de Hong Kong

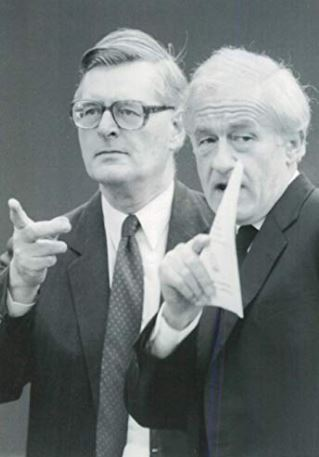
Wilson (à droite) en 1991 avec John Yaxley

En tant que gouverneur, Wilson doit faire face aux retombées à Hong Kong des manifestations de 1989 sur la place Tiananmen à Pékin. Il rencontre le problème des réfugiés vietnamiens, qui n'a cessé de s'aggraver et conduit à la politique de 1988 de rapatriement de ceux qui n'ont pas droit au statut de réfugié. En octobre 1989, Wilson propose, dans le discours politique annuel du gouverneur, la construction d'un aéroport sur l'Île de Lantau, connu sous le nom de Rose Garden Project (玫瑰園計劃). La proposition est faite par crainte que l'Aéroport international Kai Tak, utilisé depuis le début de l'aviation à Hong Kong, ne soit pas équipé pour répondre aux besoins de l'aviation moderne.
En décembre 1991, la Grande-Bretagne annonce le départ de Wilson en tant que gouverneur, qui a été largement critiqué par le camp pro-démocratique de Hong Kong, trois mois après sa solide performance lors des premières élections directes de Hong Kong au Conseil législatif . Wilson quitte Hong Kong en juin 1992 à la fin de son mandat de cinq ans en tant que gouverneur. Avant sa retraite, Wilson se lance dans des réformes politiques qui ouvrent la voie à l'élection directe de dix-huit législateurs du Conseil législatif par le peuple de Hong Kong.

### Nom en chinois
Lorsque Wilson étudie le chinois mandarin à l'Université de Hong Kong, on lui donne le nom chinois Wei Dewei ou Ngai Tak-Ngai (魏德巍): "Wei" est l'abréviation de "Wilson", tandis que "Dewei" est une translittération chinoise de David. Cependant, lorsqu'il est arrivé à Hong Kong pour occuper le poste de gouverneur de Hong Kong, il est noté que la prononciation cantonaise de son nom antérieur ne ressemblait presque pas à son nom réel.
Nicholas Kristof du New York Times déclare que l'ancien nom chinois de Wilson ressemblait trop à «de l'hypocrisie dans la mesure du danger» (偽得危). Kristof note également que le nom de famille et le troisième caractère peuvent chacun être divisés en composants signifiant «1 800 fantômes féminins» (千八女鬼). Selon Chan Chung-kwong de RTHK, certains habitants ont qualifié ce nom de « deux fantômes frappant à la porte» (雙鬼拍門), ce qui est malchanceux et inapproprié pour le nom d'un gouverneur.
Lorsque Wilson prend ses fonctions de gouverneur de Hong Kong, il change son nom chinois en Wai Yik-Shun (衛奕信), dont la prononciation chinoise cantonaise est plus proche de son nom anglais. Le nouveau nom a également une signification plus favorable et est composé de 33 traits, que l'on dit être un chiffre porte-bonheur.

### Fin de carrière
Après son poste de gouverneur, il est créé pair à vie avec le titre de baron Wilson de Tillyorn  de Finzean dans le district de Kincardine et de Deeside et de Fanling à Hong Kong en 1992. Wilson est aussi président de la société d'énergie écossaise Hydro-électrique plc. (plus tard Scottish and Southern Energy) basée à Perth, en Écosse de 1993 à 2000. Il est membre du conseil d'administration du British Council (et président de son comité écossais) de 1993 à 2002 ; directeur du Martin Currie Pacific Trust de 1993 à 2002 et président des administrateurs des musées nationaux d'Écosse de 2002 à 2006. En 1996, il est nommé vice-président de la Royal Scottish Geographical Society et il est chancelier de l'Université d'Aberdeen de 1997 à 2013, remplacé par la duchesse de Rothesay . Il est président de la Bhutan Society of the UK (1993–2008), de la Hong Kong Society (1994– ) et de la Hong Kong Association (1994– ). Wilson est fait chevalier du chardon en 2000. Il est maître de Peterhouse, Cambridge de 2002 à 2008. Il est président de la Royal Society of Edinburgh d'octobre 2008 à octobre 2011, date à laquelle Sir John Arbuthnott lui succède . En janvier 2010, il est nommé Lord Haut Commissaire à l'Assemblée générale de l'Église d'Écosse pour 2010.
Lord Wilson informe le Greffier des Parlements qu'il prendrait sa retraite de la Chambre des lords le 12 février 2021 en vertu des dispositions de la House of Lords Reform Act 2014 .

## Vie privée

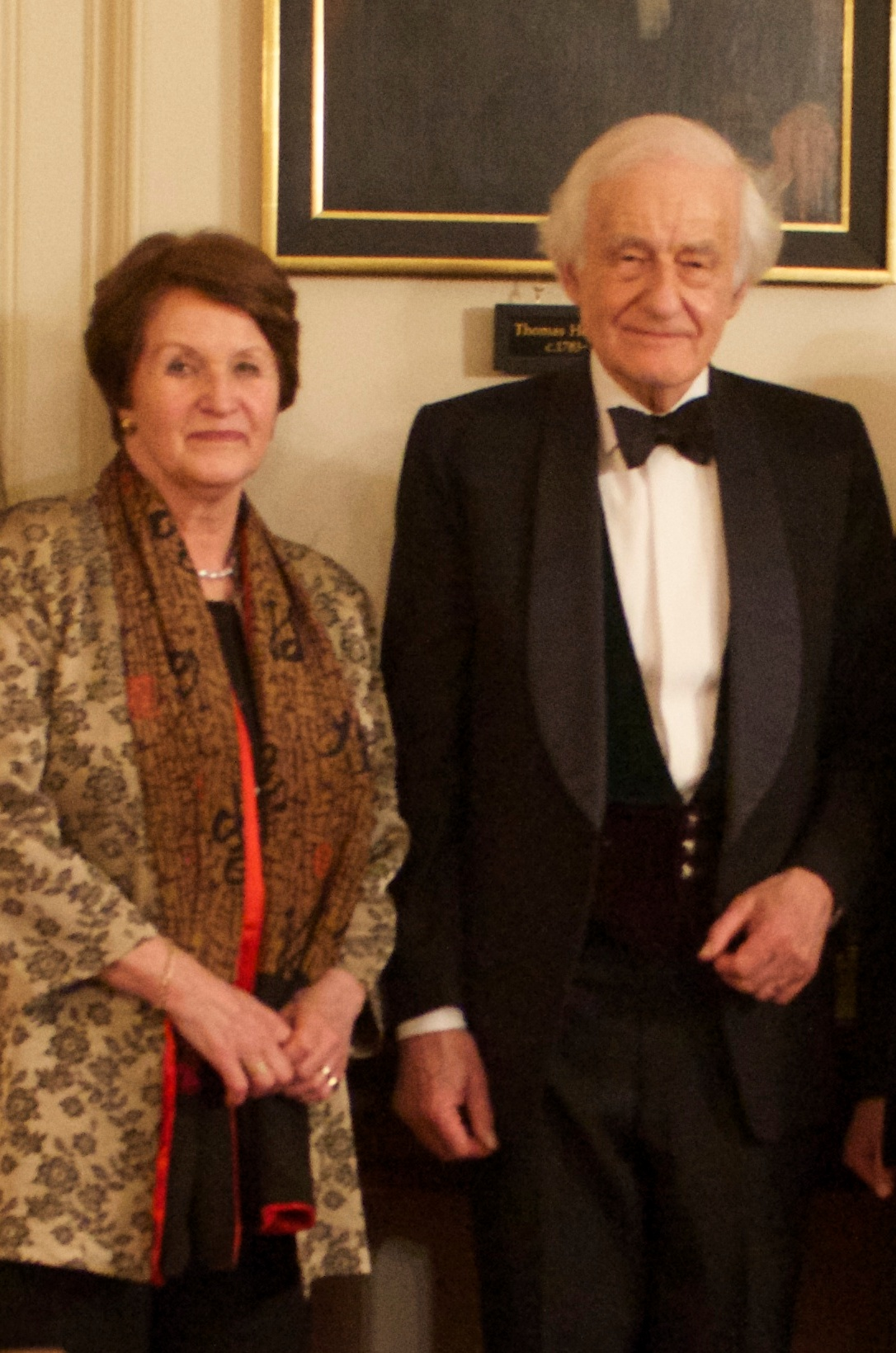
David et Natasha Wilson à l'Université de Cambridge, mars 2013.

Wilson épouse Natasha Helen Mary Alexander, fille de Bernard Gustav Alexander, en 1967 et ils ont deux fils, Peter et Andrew.
Il est Chevalier de l'Ordre du Chardon (KT) en 2000, Chevalier Grand-Croix de l'Ordre de Saint-Michel et Saint-Georges (GCMG), dans les Honneurs du Nouvel An 1991, et reçoit des diplômes honorifiques de l'Université de Sydney (1991), de l'Université d'Abertay Dundee (1993), de l'Université chinoise de Hong Kong (1996), de l'Université d'Aberdeen (2004) et de l'Université de Hong Kong (2006).